# Авраам ибн Дауд
Авраам ибн Дауд, известный также под прозвищем «Галеви» (левит; ок. 1110, Толедо, по другой версии Кордова — 1180 Толедо, Испания) — еврейский богослов-философ, историк и астроном, живший в мусульманской Испании. Первый еврейский философ, развивавший учение Аристотеля. Автор исторической летописи евреев Сефер ха-каббала («Книга традиции»), астрономического сочинения (1180) и книги по религиозной философии Эмуна Рама («Высшая вера»), в которой он определяет дар пророчества как конечный этап естественной эволюции человека.
Также именуется Бен-Дауд, Раавад или РАБаД (нотар., по начальным буквам титула рабби и имени) и РАБаД I, в отличие от РАБаД II и РАБаД III.

## Биография
Происходил из образованной семьи, сын некого Дауда (ибн Дауд). Занимался светскими науками, в том числе и медициной, но в первую очередь философией; считается одним из первых еврейских философов, развивавших учение Аристотеля; написал книгу по философии религии под названием Эмуна Рама (Emunah Ramah, «Высшая вера»; 1168 год; была написана на арабском — Al-Akidah al-Rafijah, но сохранилась только в переводе на иврит) и историческую еврейскую летопись Седер ха-каббала (Seder ha-Kabbalah) или, как обыкновенно принято называть, Сефер ха-каббала (Sefer ha-Kabbalah, «Книга традиции»), доказывавшую преемственность еврейской традиции от Моисея до Иосифа ибн-Мигаша (испанского талмудиста XII века). Умер мученической смертью.

## Труды

### Эмуна Рама(«Высшая вера»)
Написание и переводы
Философское произведение ибн-Дауда Al-Akidah al-Rafijah («Возвышенная вера»), написанное на арабском языке в 1168 году, сохранилось в двух еврейских переводах:
- Emunah Ramah («Эмуна Рама») — перевод Соломона бен-Лаби (философ; жил в конце XIV века в Исаре, Арагон[5]);
- другой перевод — Самуила Мотота (вторая половина XIV столетия, жил в Гвадалахаре[6]).

Текст бен-Лаби был переведён на немецкий язык Симоном Симсон Вейлем (Франкфурт, 1882).

#### Философия
Ибн-Дауд не был оригинальным мыслителем и не создал никакой новой философской системы, но им начата та фаза еврейской философии, введение которой обычно приписывается Маймониду (ум. 1204); фаза, отличавшаяся, главным образом, более строгим систематическим характером от прежних еврейских систем философии; этим шагом вперёд еврейская философия обязана влиянию Аристотеля. В XIV веке Хасдай Крескас назвал ибн-Дауда единственным философом среди предшественников Маймонида. Классическое произведение Маймонида Moreh Nebuchim совершенно затмило книгу «Эмуна Рама» ибн-Дауда, и произведение, которому сам Маймонид был обязан многими ценными мыслями, позднейшими философами едва удостаивалось упоминания.
Источники
Единственными философскими произведениями, которыми, согласно его собственному сообщению ибн-Дауд мог воспользоваться, были два арабских текста:
- Emunoth we-Deoth (Эмунот ве-деот, «Верования и мнения»; арабский оригинал под заглавием Китаб аль аманат валь-и тикадат — «Книга о верованиях и религиозных мнениях»; 933 год) Саадии Гаона;
- Mekor Ghajim (Мекор хаим, «Источник жизни»; первая пол. XI века) ибн-Габироля.

Ибн-Дауд отдавал дань заслугам Саадии, но не принимал его воззрения на свободу воли, то есть на ту проблему, решение которой было главной целью всей его системы.
К ибн-Габиролю он относится совершенно отрицательно и в своём предисловии к «Эмуна Рама» беспощадно осуждал «Мекор хаим». Будучи первым строгим аристотеликом среди евреев, единственными истинными философами ибн-Дауд считал лишь Аристотеля и его арабских комментаторов — Аль-Фараби и Авиценну. Неоплатонические идеи Гебироля вызывают возражения ибн-Дауда. Достаточно беспристрастный, чтобы признать право непосредственной наивной веры, ибн-Дауд выступал также защитником прав разума и поэтому с величайшей энергией восстал против попыток наложить оковы на науку; он подверг критике такие попытки, как греховное противодействие плану Творца вселенной, который не без намерения наделил человека способностью мыслить. Истинная философия, согласно ибн-Дауду, не совращает нас с пути веры, а скорее ведёт к усилению и упрочению веры. Каждый мыслящий еврей обязан вполне ознакомиться с гармонией, существующей между основными учениями иудаизма и философией, и там, где кажется, что они противоречат друг другу, искать способ их примирения.

#### Религия даётся Откровением, поэтому превыше философии
Ибн-Дауд настойчиво указывал, что, как бы высоко ни ценить философию, всё же следует отдать предпочтение еврейской религии. Знание, приобретённое философами, как результат эволюции философской мысли на протяжении многих тысяч лет, прошедшей раньше через пагубные заблуждения, было уделено еврейству с самого начала посредством Откровения. Что же касается нравственных истин, то можно признать вполне вероятным, что философы не достигли их путём одной лишь самостоятельной мысли, а скорее под влиянием Священного Писания..

#### О сотворении мира
В некоторых пунктах, правда, ибн-Дауд конфликтовал с учением Аристотеля; это в особенности верно относительно теории последнего о миросотворении. Согласно Аристотелю, всё, получившее существование, является результатом соединения материи с определённой формой; поэтому материя является необходимой основой всякого возникновения и первичная материя, как общая субстанция всего существующего, должна быть поэтому вечной, без начала и конца. Такое мнение о предвечном предсуществовании и вечности материи не может быть примирено с библейским рассказом о миросотворении, предполагающим сотворение преходящего мира ex nihilo (из ничего).
Из этого конфликта, позднее заставившего Маймонида оспаривать авторитет Аристотеля во всех трансцендентных вопросах, ибн-Дауд не был в силах выбраться; он, по мнению авторов ЕЭБЕ, скорее скользит по трудностям, чем разрешает их, ибо представляет себе миросотворение как ряд творческих актов (представление, напоминающее учение ибн-Габироля о последовательном возникновении различных субстанций). Но сам ибн-Дауд вслед за тем допускает, что это только гипотеза, имеющая целью удовлетворить потребность придать архитектоническую законченность нашим понятиям, гипотеза, намечающая тот постепенный процесс, который должен был бы иметь место, если бы миросотворение действительно прошло все стадии существования, от недоступной нашему восприятию первичной материи до всех индивидуальных явлений, хотя некоторые из этих стадий могут рассматриваться как существующие отчасти (частично) лишь в абстрактных понятиях. Признание возможности такого постепенного процесса миросотворения противоречило бы, согласно ибн-Дауду, нашему пониманию образа действий Бога.

#### Бог, как Первопричина
В учении о Боге ибн-Дауд, подобно Аристотелю и его арабским комментаторам, исходит из начала движения и, основывая свой аргумент на доказательстве невозможности бесконечной регрессии (regressus in infinitum), приходит к понятию Первопричины всякого движения, или Первого Двигателя (המניע הראשון), который сам, как Первопричина, не может иметь выше Себя другой причины движения и поэтому должен мыслиться как неподвижный. Первый Двигатель есть Бог.
Но это доказательство существования Бога оставляет открытым ещё два важных вопроса относительно истинности познания нами Бога, вопрос о бестелесности и вопрос о единстве Бога. Что касается бестелесности Бога, то она логически вытекает из понятия о бесконечности Первопричины движения, так как телесное существо не может быть бесконечным и ему нельзя приписывать бесконечной силы. Но Первый Двигатель бесконечен, ибо Он Сам неподвижен, Его сила также остается неподверженной переменам и преобразованиям, вызываемым движением. Первый Двигатель — то есть Бог — не может быть поэтому телесным. Но как существо, существование которого необходимо (מחויב המציאות) Бог необходимо должен быть также абсолютно простым и единым, так как понятие множественности в Его сущности уничтожило бы вместе с тем понятие о необходимости Его существования; ибо создание единства в этом множестве должно быть вызвано другим существом, отличным от него, но тогда существование множественного существа не было бы уже необходимым, то есть имеющим своей причиной собственную свою сущность, а зависело бы от другого существа, завершившего объединение.
Из понятия об абсолютном единстве вытекает единичность Бога, ибо если бы могли существовать два существа этого рода, то было бы уничтожено единство Бога, так как по меньшей мере одному из этих существ должна быть приписана специфическая черта для того, чтобы отличить его от другого.

#### Божественные атрибуты
С учением о единстве Бога связано учение о Его атрибутах, которому предшествует в системе ибн-Дауда изложение учения об отрицательных атрибутах, заимствованное уже Бахьей ибн-Пакудой («Choboth ha-Lebaboth», Ι, 10) и Иехудой Галеви («Cuzari», II, 2) у более ранней арабской теологии.
Согласно ибн-Дауду, лишь отрицательные атрибуты в тесном и строгом смысле могут быть приписаны Богу, ибо, сколько бы таких атрибутов ни приписывали Богу, из этого не может вытекать множественность в его Сущности. Это, несомненно, равнозначаще отказу от положительного понимания божественной сущности, ибо отрицательных утверждений достаточно для того, чтобы предупредить ошибочные представления, но посредством их одних никогда не достижимо положительное знание. Всё наше богопознание ограничивается двумя несомненными истинами:
- 1) что Он существует и
- 2) что Его сущность непостижима.

Кроме отрицательных атрибутов, к Богу применимы лишь относительные атрибуты, ибо так как последние не применяются к сущности Бога, а лишь к Его отношению к миру, то они не вносят перемены в понятие о единстве Божественного Существа.

#### О божественном Откровении
От умозрительных учений в религии, истина которых может быть доказана лишь посредством рассуждения, следует различать исторические догматы, достоверность которых основана главным образом на божественном Откровении или, точнее говоря, на историческом предании о таковом Откровении. Предание о событии, которое, по сообщению этого предания, имело место в присутствии многочисленного собрания народа, которое совершилось, так сказать, под контролем общественного мнения, не оспаривалось современниками и непрерывно передавалось от поколения к поколению, обладает такой убедительностью, против которой не могут спорить даже профессиональные логики. Подобное вполне достойное доверия историческое предание свидетельствует об Откровении, и это образует презумпцию в пользу истинности последнего.
Согласно вышеустановленным правилам о благонадёжности исторических традиций, можно утверждать о наличности действительного пророчества в точном смысле этого слова лишь в тех случаях, когда божественное Откровение относится к важным общественным вопросам; откровения же, относящиеся к менее важным предметам или даже к личным делам отдельного человека, не могут войти в этот разряд. Так, например, замечает ибн-Дауд, достоверность Торы находилась бы в печальном положении, если бы вместо того, чтобы быть основанной на чудесах, носящих исторический и общенародный характер, подобно чудесам, сотворённым Моисеем, она опиралась бы лишь на чудеса частного, индивидуального характера, подобно воскрешениям из мёртвых, совершённых еврейскими пророками Илией (воскресил отрока сарептской вдовы, 3 Цар. 17:21-22) и Элиши (воскрешение сына гостеприимной сонамитянки).

#### Дар пророчества как конечный этап естественной эволюции
Опираясь на учения Аль-Фараби и Авиценны, ибн-Дауд, которому Маймонид неоднократно следует в своём понимании пророчества, устанавливает дальше, что дар пророчества не должен рассматриваться как явление, нарушающее непрерывность эволюции человеческого разума, а как в известном смысле конечный этап естественной эволюции, низшие стадии которой хотя и отличаются от пророчеств в собственном смысле, тем не менее, связаны со способностью пророчества некоторым единством природы. И даже тогда, когда достигнута действительная ступень пророчества, этот дар всё-таки способен прогрессивно развиваться, хотя в исключительных случаях он может у особенно одарённых личностей сразу достигнуть совершенства.
Связь между разумом пророка и высшими интеллектами (у Аль-Фараби — второстепенные начала, или интеллекты небесных сфер), главным образом Деятельным Разумом (первая эманация Бога у Авиценны), даёт достаточное объяснение высшей познавательной способности пророка, а также его способности преодолевать законы природы. Предназначенный стать посредником между Богом и человеком, пророк почти возвышается до уровня отдельных интеллектов или ангелов.

#### О добре и зле, и свободе воли человека
Основываясь на развитой выше философской системе, можно считать ближе к своему решению проблему о свободе воли человека и её отношение к вере в божественное провидение, или предопределение. Возражение, будто вера в божественное провидение несовместима с существованием зла в мире, потому что Бог не может в одно и то же время быть причиной и зла, и добра, опровергается тем фактом, что зло само по себе не существует, а является только естественным результатом отсутствия действительного добра и что, следовательно, для зла творец вовсе не нужен. Недостатки и несовершенства, существующие в этом мире, отнюдь не находятся в противоречии с мудростью и благостью Бога. Недостатки существуют только для конечного понимания, рассматривающего вещи отдельно, а не в их связи с целым. Рассматриваемые с высшей точки зрения, несовершенства — присущие предметам или лицам — в их связи с целым, может быть, оказались бы даже совершенствами и преимуществами.
Понятие о свободе воли человека, как начало субъективное, имеет своим объективным коррелятом понятие возможности, в которой может осуществиться одна из двух альтернатив. Это не вносит никакого ограничения в божественное всеведение, если мы только не будем под влиянием обычного словоупотребления обозначать как предметы «возможные» такие, неопределённое состояние которых является результатом не их собственной сущности, а лишь нашего недостаточного знания этой сущности. Но этот род возможности — который в действительности вовсе и не есть возможность — должен быть исключён из Бога, как совершенно несовместимый с Его всеведением. В своей строгой и точной форме понятие возможности вовсе не противоречит всеведению Бога, ибо легко можно себе представить, что Бог с самого начала так устроил мир, что в некоторых случаях обе альтернативы будут явлениями «возможными»; что Творец оставил конечный исход некоторых действий неопределённым даже для Своего собственного ведения, дабы дать человеческой свободе возможность проявить свою собственную энергию.
Свобода воли человека несколько, правда, ограничена различными моральными предрасположениями как отдельных индивидуумов, так и целых народов, — предрасположениями, являющимися отчасти следствием естественных причин. Но человек может победить свои естественные предрасположения и стремления и подняться в высшую моральную область, очищая и облагораживая свою личность. Тора (совокупность законов) и изучение этики, как части практической философии, — это путеводные звёзды, ведущие в эту возвышенную область. Этику ибн-Дауд называет, заимствуя выражение у Платона «учением о врачевании души». Но никакое научное изложение практической философии не достигает в этом отношении высоты Св. Писания, где ясно выражены моральные принципы, которые известны философам.

### Сефер ха-каббала(«Книга традиции»)
Еврейских исторических летописей больше всего появилось в Испании, и первой по времени считается Seder ha-Kabbalah (седер — «порядок», каббала — «традиция») или, как обыкновенно принято, «Sefer ha-Kabbalah» («Книга традиции») Авраама ибн-Дауда, имевшая целью доказать преемственность еврейской традиции от Моисея до Иосифа ибн-Мигаша (испанского талмудиста XII века); для позднейших времён автор сделал особые изыскания и воспользовался указаниями Самуила Ганагида.

#### Предпосылки
Ибн-Дауд занялся историей по причине идейных споров с караимами, которые в Испании после смерти Альфонсо VІІ и вероятного падения его любимца и врага караимов Иегуды ибн-Эзры, снова упрочились, вступив в полемику с раббанитами. В отличие от караимов, раббаниты признавали наряду с письменным законом (Библией) ещё и Устный Закон — «традиции», разработанные толкователями Библии (танаями и амораями) и раввинами и изложенные в Талмуде и в раввинской письменности. Караимы возникли в VIII веке как оппозиция талмудизму в вопросах религиозного ритуала и обихода. Отвергая авторитет Устного Закона, они отрицали «традицию». Ибн-Дауд отвечал им, опровергая особенно сочинения Иешуи Абулфараджа, переводчика Пятикнижия на арабский язык и автора обширного комментария на Св. Писание.

#### Хронологическая летопись
Ибн-Дауд выступал как «добросовестный историк» (Грец). В сочинении он стремился доказать историческим путём, что раббанитское еврейство основано на непрерывной цепи традиций, начиная от Моисея до Иосифа ибн-Мигаша (XII век). Получилось хронологическое перечисление представителей библейского периода, эпохи после изгнания (II храма) и последующих эпох талмудической — саборейской, гаонейской и раввинской. Для гаонейского периода ибн-Дауд взял «Послание» Шериры, который также стал писать историю в целях апологии, а для всего времени до этого использовал старинную летопись «Seder Оlam».
Ценным источником следует считать сведения ибн-Дауда о расцвете еврейской культуры в Испании, основанные на самостоятельных изысканиях и на данных Самуила Ганагида. В этой части книги выдвигается «мысль, что духовная гегемония Востока перешла к Западу и что испанские раввины являются законными преемниками вавилонских гаонов как авторитетных толкователей талмудического законодательства».

#### Дополнения
Ибн-Дауд написал ещё в виде дополнения:
- краткую историю Рима от Ромула до Реккареда (король вестготов в 586—601) на основании арабских и испанских источников;
- историю еврейских царей в эпоху второго храма, «по книге Иосифа бен-Горион и другим достоверным источникам».

Впоследствии книга ибн-Дауда была дополнена Авраамом бен-Соломон из Торрутиеля (город в Испании), свидетелем изгнания евреев из Испании, рассказом о событиях до 1525 года.

#### Издания
Летопись «Сефер ха-каббала» (Sefer ha-Kabbalah) вместе с двумя дополнениями автора была издана впервые в Мантуе в 1513 году вместе с хрониками «Седер Олам Рабба», «Седер Олам Зута» и «Мегиллат Таанит». Затем издавалась в 1545, 1580, 1711, 1785, 1795 годах.
Издание 1795 года вошло в 1-й том образцовой коллекции средневековых еврейских летописей Нейбауэра «Mediaeval Jewish Chronicles and Chronological notes». Разные другие издания книги полностью или частями и с латинским и английским переводами перечислены в книге Штейншнейдера Die Geschichtsliteratur der Juden (1905).

### Прочие
Ибн-Дауд написал незадолго перед смертью (1180) астрономическое сочинение, о котором благосклонно отзывался Исаак Израэли Младший («Основа вселенной»/«Jesod Olam», IV, 18).

## Оценка заповедей Торы
Невзирая на чрезвычайно высокую оценку еврейского закона, ибн-Дауд не преминул, однако, подвергнуть строгому философскому разбору его различные составные части и установил между ними известную градацию. Если не считать Саадию-гаона, который касался этого вопроса лишь мимоходом, ибн-Дауда можно рассматривать как первого еврейского мыслителя, искавшего «смысла в заповедях Торы» (טעמי המצוות) и уделившего их обоснованию и классификации особое место в своём религиозно-философском учении и догматике.
Ибн-Дауд утверждает, что «далеко не все части Торы равны по своей ценности» (חלקי התורה אינם כלם שווים במעלה) и что «значение тех из заповедей, в которых нельзя указать никакой рациональной основы, с точки зрения религиозной, сравнительно малоценны». В его отношении к ритуалу жертвоприношения проявляется его общая оценка церемониальной части Пятикнижия вообще. Подвергая критике религиозное значение жертв, он опирается при этом на то место из книг прοроков (1Цар. 15:22; Иер. 7:21—22) и Псалмов (Пс. 49:8), где жертвы, с одной стороны, обесценены, с другой — даже выставляются как предписания, которые первоначально вовсе не были заповеданы Богом.
Установив грань между отдельными заповедями или, вернее, различными категориями заповедей и признав за предписаниями, поддающимися разумному объяснению, более высокую религиозную ценность по сравнению с заповедями, основанными исключительно на предании (מקובל ת) или на послушании (שמעיות), ибн-Дауд однако воздал должное и ритуальной части закона, отведя ей роль воспитательного средства для достижения высшей степени нравственного совершенства.
Ибн-Дауд обосновывает превосходство рациональных заповедей над всеми остальными предписаниями Торы. Так, помимо момента «разумности», ибн-Дауд подчеркивает в них ещё то важное обстоятельство, что они являются, так сказать, «общепризнанными у всех людей» (מפורסמות): «В общепризнанных законах, — читаем мы в „Emunah Ramah“ (стр. 75), — разъединённые сердца соединяются, и на них-то покоится согласие между народами, отличающимися друг от друга. Бывает, что в одном и том же государстве рядом живут люди самых различных верований и взаимно исключающих друг друга традиций, так что одна группа пренебрегает, презирает и объявляет ложными предания другой группы, — и все-таки эти общепризнанные истины их объединяют, указывая на общность их интересов и сплачивая их в одно политическое целое — наподобие единого организма».